# Klasse-eigen
De term klasse-eigen heeft betrekking op een kentaxon die eigen is aan de klasse, dus die voorkomt op de lijst van kensoorten voor die klasse (de hoogste syntaxonomische rang). De bewuste soort wordt dus ook aangetroffen in de oorspronkelijke ongestoorde plantengemeenschap. Het is een eigenschap van een plantensoort in een bepaalde vegetatie. Het begrip wordt gebruikt bij het onderscheiden van onvolledige ontwikkelde plantengemeenschappen.
Als in een bepaalde plantengemeenschap geen kensoorten van het niveau associatie aanwezig zijn, maar alle kensoorten wel klasse-eigen zijn, spreekt men van een rompgemeenschap. Zijn er daarentegen klassevreemde kensoorten aanwezig, dan spreekt men van derivaatgemeenschap.
Een voorbeeld van een klasse-eigen kensoort is het voorkomen van gewone dophei in een verder volledig vergraste heidevegetatie. De dophei is een kensoort van klasse van de natte heiden, dus klasse-eigen, en bij gebrek aan kensoorten op een lager niveau moet dergelijke vegetatie dus als een rompgemeenschap worden beschouwd.